# NGC 4137
NGC 4137 (również PGC 38619 lub UGC 7135) – galaktyka spiralna z poprzeczką (SBc), znajdująca się w gwiazdozbiorze Psów Gończych. Odkrył ją Édouard Jean-Marie Stephan 4 maja 1881 roku. Jest to galaktyka z aktywnym jądrem typu LINER.